# Понылки
Понылки — деревня в Краснокамском городском округе Пермского края России.

## История
До 2018 года входила в состав ныне упразднённого Стряпунинского сельского поселения Краснокамского района.

## География
Деревня находится в северо-восточной части района, в пределах восточного склона Оханской возвышенности (Верещагинско-Васильевские увалы), на расстоянии приблизительно 18 километров (по прямой) к северо-востоку от города Краснокамска, административного центра округа. Абсолютная высота — 181 метр над уровнем моря.
Климат
Климат характеризуется как умеренно континентальный, с продолжительной холодной снежной зимой и коротким летом. Средняя многолетняя температура самого холодного месяца (января) составляет −15,3 — −14,7 °С, температура самого тёплого (июля) — 17,4 — 18,2°С. Снежный покров держится в среднем 171—176 дней. Среднегодовое количество осадков — более 550 мм.

## Население
| 2010 |
| ---- |
| 6    |

Половой состав
По данным Всероссийской переписи населения 2010 года в половой структуре населения мужчины составляли 66,7 %, женщины — соответственно 33,3 %.
Национальный состав
Согласно результатам переписи 2002 года, в национальной структуре населения русские составляли 100 % из 7 чел.